# Polyplectropus narifer
Polyplectropus narifer är en nattsländeart som beskrevs av Oliver S. Flint Jr. 1974. Polyplectropus narifer ingår i släktet Polyplectropus och familjen fångstnätnattsländor. Inga underarter finns listade i Catalogue of Life.